# Исенбург (Вестервалд)
Исенбург (њем. Isenburg) општина је у њемачкој савезној држави Рајна-Палатинат. Једно је од 62 општинска средишта округа Нојвид. Према процјени из 2010. у општини је живјело 652 становника. Посједује регионалну шифру (AGS) 7138031.

## Географски и демографски подаци
Исенбург се налази у савезној држави Рајна-Палатинат у округу Нојвид. Општина се налази на надморској висини од 160 метара. Површина општине износи 4,2 km². У самом мјесту је, према процјени из 2010. године, живјело 652 становника. Просјечна густина становништва износи 156 становника/km².